# Suzie
Suzie (pseudoniem van Maria Martina Carina (Martina) Peereboom) (Tilburg, 21 augustus 1946 - Nordmaling, 3 maart 2008) was een Nederlands-Zweeds zangeres en circusartieste.

## Biografie
De ouders van Maria Peereboom werkten bij Circus Boltini en reisden met het gezelschap Europa door. Maria trad al vanaf haar jeugd mee op. In 1960, toen ze woonachtig was in Zweden en ook de Zweedse nationaliteit had aangenomen, verlegde ze haar aandacht deels naar een zangcarrière in het smartlap- en tienerliefdegenre in de talen die ze vloeiend sprak: het Nederlands, Duits, Zweeds, Engels, Frans, Fins, Spaans, Deens en Italiaans. In 1963 won ze in Helsinki een talentenjacht en sloot zich aan bij de Britse groep The Nicholls Family. Ook kreeg ze in Zweden voor heel Europa een platencontract aangeboden bij Sonet; haar singles verschenen in Nederland bij Decca, in Duitsland bij Disques Vogue. Haar eerste single Johnny loves me verscheen in het het Zweeds, Duits, het Italiaans, Engels, Nederlands en Spaans, en werd ook in Nederland een hit. Het maakte haar zó populair dat de Beatles in Zweden in 1963/'64 haar voorprogramma waren en ze een rol kreeg in de film Åsa-Nisse i popform. Ook in West-Duitsland was ze zeer populair en scoorde ze in de jaren '60 6 hits waarvan 3 top 10-hits.
In 1965 huwde ze de Britse bassist Mike Watson die ze kende uit de tijd van de tournees met The Nicholls Family; het huwelijk duurde niet lang. Suzie noemde zichzelf sinds het huwelijk Maria Watson en in de Zweedse showbusiness Suzie Watson.
Datzelfde jaar 1965 nam Suzie samen met een team verder bestaande uit Greetje Kauffeld, Liesbeth List, Connie van Bergen en Jan Arntz voor Nederland deel aan het Songfestival van Knokke.
Haar tweede single, De wereld is leeg zonder jou, was haar grootste en laatste Nederlandse hit, in 1966, die later mede dankzij de Arbeidsvitaminen en Stan Haag's Jukebox uitgroeide tot een evergreen.
In 1967 zocht Suzie samenwerking met de Zweedse rock-'n-roll-revivalgroep The Plommons; samen traden ze op als Suzie & the Sunny Girls.
In 1968, toen haar carrière buiten Zweden op z'n retour was, verwisselde ze platenlabel Vogue voor Ariola en stopte ze haar optredens buiten de Zweedse grenzen om meer tijd te wijden aan het huiselijk leven; inmiddels was Martina de gescheiden alleenstaande moeder van een dochter. Tot in 1972 nam ze nog platen in het Zweeds op, trad met The Plommons op als Suzie & the Sunny Girls en had een eigen radio- en televisieshow.
Na haar showbusinesscarrière startte ze met de Zweedse zangeres Eleanor Bodel een restaurant waar ze ook samen als zangduo in optraden; Suzie kreeg in die tijd vanwege haar lesbische levensstijl de bijnaam Suzie the lesbo. In 2004 werkte ze mee aan de nostalgische SVT-entertainmentshow Diggiloo.
Op 5 maart 2008 werd Maria thuis dood aangetroffen voor haar televisie; autopsie wees uit dat ze in de nacht van 2 op 3 maart na middernacht overleden moest zijn. Martina Peereboom is gecremeerd in Tilburg en is overleefd door haar in Nederland levende moeder en haar in Denemarken levende dochter Rose-Marie. Op de radio besteedde Jacques Klöters in zijn programma "de Sandwich" aandacht aan haar overlijden. In Nederland besteedde de pers, behalve het Brabants Dagblad een jaar later, geen aandacht aan haar overlijden.

## Discografie

### Albums
- 2008 Johnny komm'[12]

### Singles

#### Suzie
- 1964 Gianni
- 1964 Johnny loves me
- 1964 Johnny komm'
- 1964 Du, du, du gehst vorbei[13]
- 1964 Max und Moritz
- 1965 Ich war allein
- 1966 Wonderin'
- 1966 Ich will immer nur dich[14]
- 1966 De wereld is leeg zonder jou
- 1966 'k Zag je dansen met een ander
- 1966 Schau mir in die Augen
- 1967 Der alte Zauber
- 1967 Du wartest auf Liebe
- 1968 Gib mir mein Herz zurück[15]
- 1968 Es kam alles anders
- 1968 Adios Amor[16]

| Single met eventuele hitnotering(en) in de Nederlandse Top 40 | Datum van verschijnen | Datum van binnenkomst | Hoogste positie | Aantal weken | Opmerkingen |
| ------------------------------------------------------------- | --------------------- | --------------------- | --------------- | ------------ | ----------- |
| Johnny loves me                                               |                       | april 1964            | 30              | 1 maand      |             |
| De wereld is leeg zonder jou                                  |                       | 24-9-1966             | 15              | 12           |             |

#### Suzie & the Sunny Girls
- 1969 Da-doo-run-run[18]
- 1970 Walking back to happiness[19]
- 1971 Stupid Cupid[20]
- 1972 I'm gonna knock on your door[21]

## Voetnoten
1. ↑  In Zweden gebruikte ze ook wel de artiestennaam Suzie Watson.
2. ↑  Titel in het Duits: Johnny komm' .
3. ↑  Titel: Gianni.
4. ↑  De Engelse versie werd een hit in 1964, de Nederlandse versie Johnny lief was de B-kant van haar hit uit 1966, De wereld is leeg zonder jou.
5. ↑  Mike Watson (31 december 1946)(zie ook sv:Mike Watson) had gespeeld in de band van Larry Finnegan (zie ook sv:Larry Finnegan) en in de Lee Kings (zie ook sv:Lee Kings).
6. ↑  Vader van Jerry Arendo.
7. ↑  Eerder, in 1964, verschenen in het Duits als Du, du, du gehst vorbei.
8. ↑  Zie www.plommons.se en sv:Plommons.
9. ↑  Zie ook en:Eleanor Bodel.
10. ↑  Zie de artikelen sv:Diggiloo (show) en sv:Diggiloo (TV-program).
11. ↑  "Zangeres Suzie lag in Zweden dood op sofa", Brabants Dagblad, Tilburg Toen, 3 maart 2009 (!)
12. ↑  Verzamelalbum verschenen op cd bij het Duitse oldies-label Bear Family Records.
13. ↑  Het origineel was het nummer When my love passes by, B-kant van de single The other Ringo van Larry Finnegan (1938-1973), een naar Zweden geëmigreerde Amerikaan. Ook Suzie nam het in Zweden eerst onder die titel in het Engels op.
14. ↑  In Nederland werd dit nummer Doe niet of je van me houdt de B-kant van  'k Zag je dansen met een ander.
15. ↑  Vertaling van het lied Quel cour vas-tu briser? van Géraldine, de Zwitserse inzending voor het Eurovisiesongfestival 1967.
16. ↑  Vertaling van het gelijknamige lied van de Franse zangeres Sheila.
17. ↑  Deze hitnotering komt voort uit de maandelijkse Muziek Expres Top 30.
18. ↑  Oorspronkelijk een hit in 1961 van The Crystals.
19. ↑  Helen Shapiro had er al in 1964 een hit mee. Deze plaat stond op 7 februari 1970 één week nummer 1 in de Zweedse hitparade.
20. ↑  Connie Francis openbaarde dit lied in 1958.
21. ↑  Eddie Hodges scoorde er in 1961 een wereldhit mee.